# Filippo Capocci
Filippo Capocci (Roma, 11 de maig de 1840 – Roma, 25 de juliol de 1911) era fill del compositor Gaetano Capocci (1798-1864), i com el seu pare fou organista i compositor.
Ocupà la plaça de mestre de capella a Sant Joan del Laterà, de la seva ciutat nadiua el 1875, devent-se-li nombroses obres de caràcter religiós, entre les quals destaquen el magnífic oratori San Atanasio (1863), que s'executà amb èxit extraordinari.